# Hexagonia pobeguinii
Hexagonia pobeguinii är en svampart som beskrevs av Har. 1892. Hexagonia pobeguinii ingår i släktet Hexagonia och familjen Polyporaceae.   Inga underarter finns listade i Catalogue of Life.